# Dionaea (owad)
Dionaea – rodzaj muchówek z rodziny rączycowatych (Tachinidae).

## Wybrane gatunki
- D. aurifrons (Meigen, 1824)[1][2]
- D. flavisquamis Robineau-Desvoidy, 1863[2]
- D. magnifrons Herting, 1977[2]